# فهرست مرگ‌های غیرعادی
این فهرست، شامل موارد مرگ عجیب و بی‌نظیر یا بسیار نادری که در طول تاریخ ثبت شده‌اند می‌شود. به هرکدام از این موارد در چندین منبع به عنوان مرگ غیرعادی اشاره شده‌است. برخی از این مرگ‌ها که به دوران باستان مربوط هستند ممکن است افسانه‌ای باشند و توسط برخی محققان معاصر بی‌اساس خوانده شده باشند.

## دوران باستان
- ۶۲۰ پیش از میلاد: دراکون، قانون‌گذار آتنی، در یک تئاتر توسط باران رداهایی که توسط تماشاگران به قصد قدردانی از او به سویش سرازیر شدند خفه شد.[۱]
- شی هوانگ تی، اولین امپراتور چین، پس از خوردن مقداری جیوه به قصد کسب زندگانی ابدی درگذشت.[۲]
- ۲۰۷ پیش از میلاد: کرایسیپوس، فیلسوف یونانی، در حال تماشای یک خر بود که انجیر می‌خورد، فریاد زد: «اکنون به خر شراب خالص بده تا انجیر را بشوید»، پس از آن در اثر خنده زیاد درگذشت.[۳]
- ۲۱۲ پس از میلاد: لوسیوس فابیوس سیلو، سناتور رومی در قرن دوم، به وسیلهٔ یک تار مو هنگام خوردن شیر خفه شد.[۴]

## قرون میانه
- ۷۶۲:لی‌پو، شاعر و درباری چینی هنگامی که ظاهراً سعی داشت تصویر ماه را روی آب در کنار قایقش ببوسد، از قایق پایین افتاد و غرق شد.[۵]
- ۱۰۶۳:بلای یکم، پادشاه مجارستان، بر اثر افتادن تخت پادشاهی‌اش بر روی وی درگذشت.[۶]
- ۱۲۱۹:اینالچق حاکم مسلمان شهر اترار در آسیای مرکزی، به فرمان چنگیز خان با ریختن نقره مذاب در گوش و چشمش به تلافی کشتن بازرگانان مغول کشته شد.[۷]
- ۱۲۵۸ مستعصم، آخرین خلیفه عباسی، بعد از به اسارت درآمدن توسط مغول‌ها، در حالی که در یک قالیچه پیچانده‌شده بود زیر سم اسبان لگدمال شد.[۸]
- ۱۳۸۷ چارلز دوم، پادشاه ناوار بعد از اینکه که برای درمان یک بیماری در باندی آغشته به براندی پیچیده شده بود، یکی از خدمت‌کاران اشتباهاً بانداژ را روی آتش قرار داد و وی زنده زنده در آتش سوزانده شد.[۹]
- ۱۴۱۰ مارتین، پادشاه آراگون به خاطر سوء هاضمه و ترکیب آن با خندهٔ غیرقابل کنترل درگذشت.[۱۰]
- ۱۴۷۸ جورج پلانتاژنه، نخستین دوک کلارنس، هنگام اعدام، به درخواست خودش، در یک بشکه شراب مالوازیایی غرق و خفه شد.[۱۱]

## رنسانس
- ۱۵۱۴: جورج دوزا، رهبر شورشیان مجارستان، توسط نجیب‌زادگان مجارستان مجبور به نشستن روی یک تخت پاشاهی آهنین و بر سرگذاردن تاج و در دست گرفتن عصای پادشاهی که همگی از شدت حرارت سرخ‌شده بودند گردید (جهت تمسخر تلاش وی برای پادشاهی). در حالی که هنوز زنده بود، جسم تقریباً کباب‌شدهٔ او به اجبار به شش نفر از یاران شورشی او که برای مدت یک هفته گرسنه نگاه‌داشته شده بودند خورانده شد.[۱۲]
- ۱۵۱۸: در همه‌گیری رقص ۱۵۱۸ یک زن (و در نهایت جمعی ۴۰۰ نفره) برای مدت یک ماه به‌طور مداوم رقصیدند و بسیاری از آنان بر اثر خستگی مفرط و حمله قلبی مردند. دلیل این کار هنوز روشن نیست.[۱۳]
- ۱۶۶۰:توماس ارکارد ٬دانشمند و نجیب‌زادهٔ اسکاتلندی، که اولین بار آثار فرانسوا رابله را به انگلیسی ترجمه کرد، وقتی خبر پادشاهی چارلز دوم را شنید از شدت خنده جان باخت.[۱۴][۱۵]
- ۱۶۶۷: جیمز بتس بعد از اینکه توسط الیزابت اسپنسر برای پنهان کردن او از پدرش، جان اسپنسر (کریستی کالج٬کمبریج) در یک کمد قرار گرفت بر اثر خفگی درگذشت.[۱۶][۱۷][۱۸]
- ۱۸۱۴:هفت نفر در واقعهٔ سیل آبجو در لندن، پس از ترکیدن مخازن آبجو کارخانه آبجوسازی meux و فوران ۱٫۴۶۸٫۳۵۸ لیتر (معادل ۳۲۳٫۰۰۰ گالون) آبجو به درون خیابان‌ها مردند. بعضی از آن‌ها غرق شدند و برخی دیگر بر اثر آسیب‌دیدگی جان باختند.[۱۹]
- ۱۸۱۶: موریس گاورنئور، سیاستمدار آمریکایی و از پدران بنیان‌گذار ایالات متحده آمریکا، بعد از استفاده از تکه‌ای از استخوان نهنگ برای بازکردن گرفتگی مجاری ادراری خود درگذشت.[۲۰][۲۱]
- ۱۸۳۰: ویلیام هاسکیسون سرمایه‌دار و سیاستمدار بریتانیایی ٬در مراسم افتتاح نخستین راه‌آهن مسافربری تمام‌مکانیکی، در تصادف با لوکوموتیو (به نام راکت استفنسون) خُرد و کشته شد.[۲۲]
- ۱۸۳۴: دیوید داگلاس، گیاه‌شناس اسکاتلندی همراه با یک گاو نر در یک دام (به شکل گودال) افتاد (مشخص نیست که گاو قبل از او آنجا بوده یا بعد از او) و بعد از آسیب‌دیدگی شدید بر اثر شاخ‌زدگی و احتمالاً خرد شدن، توسط گاو کشته شد.[۲۳][۲۴]
- ۱۸۶۲ جیم کریتون، از نخستین بازی‌کنندگان بیس‌بال، بر اثر چرخاندن شدید چوب بیس‌بال به‌شدت آسیب دید و درگذشت. دلیل مرگ از جا کنده شدن مثانه بوده‌است.[۲۵]
- ۱۸۶۳ اما لیوری، بالرین مشهور، بر اثر سوختگی ناشی از آتش‌گرفتن لباس‌هایش از چراغ‌های روشنایی صحنه هنگام تمرین، درگذشت. وی هشت ماه با مشکلات این سوختگی دست‌به‌گریبان بود.[۲۶]
- ۱۸۶۹ مری وارد درحالی که سوار بر یک خودروی بخار ساخته شده توسط پسرعموهای جوانش (که یکی از آن‌ها چارلز آلجرنون پارسونز، بعدها توربین بخار را اختراع کرد) از خودرو به بیرون افتاد و زیر چرخ‌های آن خرد شد. این حادثه وی را مبدل به نخستین فرد کشته شده در یک حادثهٔ جاده‌ای همراه با خودرو (وسایل نقلیه مکانیکی) ساخت.[۲۷]</ref>
- ۱۸۷۰: آلن د مونیز، نجیب‌زادهٔ فرانسوی، توسط عده‌ای از روستاییان دوردون، طی یک مورد هیستری دسته‌جمعی، زنده‌زنده پخته و خورده شد.[۲۸]
- ۱۸۷۱: کلمنت والاندیگام، وکیل و سیاست‌مدار اهل اهایو، هنگامی‌که در دفاع از متهم در دادگاه می‌خواست نشان دهد چه‌طور ممکن است یک شخص در حین خارج‌کردن اسلحه به خود شلیک کرده باشد ٬اشتباهاً به خود شلیک کرد. هرچند در نهایت متهم تبرئه شد، وی بر اثر زخم گلوله درگذشت.[۲۹]
- ۱۸۷۷: دیوید لونت، یکی از ساکنین ددوود، داکوتای جنوبی، در جریان درگیری در یک بار بین یک شخص دیگر و کلانتر، تصادفاً گلوله به پیشانی‌اش برخورد کرد. با وجود اینکه گلوله از یک سمت به سر او وارد و از طرف دیگر خارج شد، وی بدون مشکل و با هوشیاری کامل به زندگی خود ادامه داد. تا اینکه ۶۷ روز بعد، پس از یک سردرد شدید درگذشت. طی یک کالبدشکافی مشخص گردید که وی بر اثر شلیک درگذشته‌است، اما دلیلی برای زنده ماندن دراز مدت وی یافت نشد.[۳۰][۳۱]
- ۱۸۸۴:گفته‌می‌شود که آلن پینکرتون، کارآگاه، جاسوس و بنیان‌گذار سازمان خدمات دولتی پینکرتون، بر اثر گرفتن قانقاریا پس از گاز گرفتن زبانش درگذشت. البته طبق برخی گزارش‌های دیگر او بر اثر حمله قلبی درگذشته‌است.[۳۲]

## قرن بیستم

### دهه ۱۹۱۰
- ۱۹۱۹: در فاجعه شهد در بوستون، بر اثر ترکیدن یک مخزن شهد دارای ۸٫۷۰۰٫۰۰۰ لیتر شهد، که منجر به ایجاد یک موج از شهد با سرعت ۵۶ کیلومتر بر ساعت در بوستون گردید، ۲۱ نفر کشته و ۱۵۰ نفر زخمی شدند.[۳۳][۳۴]
- ۱۹۲۰:الکساندر اول، پادشاه یونان، در حال پیاده‌روی در باغ‌های سلطنتی آتن بود که یک میمون به سگ او حمله کرد. پادشاه سعی کرد تا از سگش دفاع کند. در این بین از طرف میمون و جفتش ضربات زیادی به وی وارد شد[۳۵] و الکساندر بر اثر زخم‌های وارده از طرف میمون‌ها که بیمار بودند به گندخونی دچار گردید و سه هفته بعد درگذشت.

### دهه ۱۹۲۰
- ۱۹۲۳: فرانک هایس یک سوارکار در پارک بلمونت در نیویورک در حین اولین مسابقه‌اش بر اثر حمله قلبی درگذشت. با این حال پیکر او بر روی اسب باقی‌ماند و اسب او در مسابقه نیز اول شد. هنگامی مرگ وی مشخص گردید که صاحب اسب پس از مسابقه برای تبریک به سمت وی رفت.[۳۶] وی نخستین و تاکنون تنها سوارکاری است که بعد از مرگش در یک مسابقه، اول شده‌است.
- ۱۹۲۳: گفته می‌شود که جرج هربرت پنجمین کنت کارناروون، نجیب‌زاده انگلیسی، که پشتیبان مالی کاوش‌های باستان‌شناسی در دره پادشاهان و حفاری برخی مقبره‌های فراعنه در مصر بود، بر اثر نفرین فراعنه درگذشته‌است. هنگام اصلاح صورت خود را بریده بود که یک پشه صورتش را نیش زد و منجر به ایجاد آلودگی شدید در خون وی و در نهایت مرگ او بر اثر ذات‌الریه گردید.[۳۷][۳۸]
- ۱۹۲۷: ایزادورا دانکن، رقصنده آمریکایی، هنگام سوار شدن به یک خودرو، شال‌اش به چرخ اتومبیل گیر کرد و موجب شکستن گردن وی شد که مرگ او را در پی داشت.[۳۹]

### دهه ۱۹۳۰
- ۱۹۳۹: بازیگر زن فنلاندی، سیرکا ساری، بر اثر سقوط در یک دیگ بخار از درون دودکش آن، کشته شد. او دودکش را با بالکن اشتباه گرفته بود.[۴۰][۴۱]

### دهه ۱۹۴۰

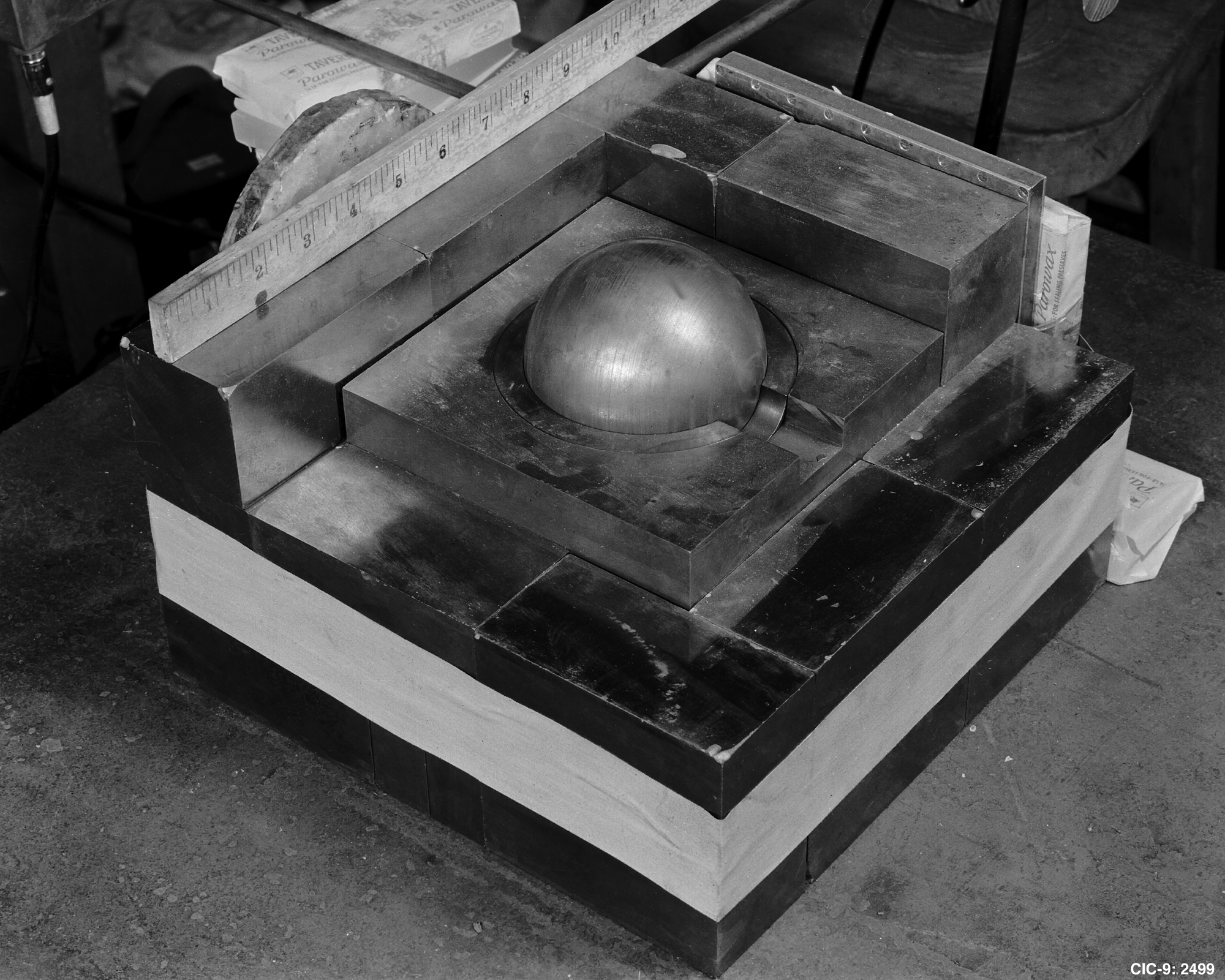
بازسازی حادثه سال ۱۹۴۵- کرهٔ پلوتونیومی با بلوک‌های کاربید تنگستن که نوترونها را بازتاب می‌کنند احاطه شده‌است.

- ۱۹۴۰: مارکوس گاروی، بعد از خواندن آگهی ترحیم خود، بر اثر دو حملهٔ قلبی درگذشت.[۴۲]
- ۱۹۴۱: شروود اندرسن، نویسنده آمریکایی، پس از بلعیدن یک خلال دندان در یک میهمانی به علت پریتونیت درگذشت.[۴۳]
- ۱۹۴۲: ۳۲ نفر از سربازان بر اثر اتفاقاتی که با شلیک رزم‌ناو اچ‌ام‌اس ترینیداد به خود با اژدرهای خودش آغاز شد کشته شدند.[۴۴]
- ۱۹۴۴: ۷۴ نفر پس از اصابت اژدر زیردریایی آمریکایی SS-360 به خود هنگام گشت‌زنی در سواحل تایوان کشته شدند.[۴۵]
- ۱۹۴۵: هری کی. داغلیان، فیزیک‌دان آمریکایی هنگام کار در پروژه منهتن، اشتباهاً تکه‌ای کاربید تنگستن را بر روی یک کره از جنس پلوتونیوم (که به هسته اهریمنی معروف است) انداخت. این کار موجب شد تا پلوتونیوم به حالت بحرانی برسد و او را دچار مسمومیت پرتوی کرد.[۴۶]

### دهه ۱۹۶۰
- ۱۹۶۰: آلن استیسی، راننده فرمول یک، در یک تصادف که بر اثر برخورد یک پرنده با صورت او و از دست دادن کنترلش روی داد درگذشت.[۴۷]

### دهه ۱۹۷۰
- ۱۹۷۴: باسیل براون، فردی ۴۸ ساله که از طرف‌داران مواد غذایی سالم بود، بر اثر خوردن مقدار بسیار زیادی آب‌هویج درگذشت. (زیرا ویتامین‌آ بیش از حد در بدن انسان بسیار خطرناک است)[۴۸][۴۹]
- ۱۹۷۸: کورت گودل، منطق‌دان و ریاضی‌دان بزرگ اتریشی-آمریکایی و محقق مؤسسه مطالعات پیشرفته، هنگامی که همسرش در بیمارستان بستری بود، در خانه از شدت گرسنگی درگذشت. گودل از پارانویای شدید رنج می‌بُرد و از خوردن غذایی که توسط هرکس به جز همسرش آماده شده بود امتناع می‌کرد.[۵۰]
- ۱۹۷۹: نیتارو ایتو، کاندیدای مجلس نمایندگان ژاپن، هنگام تلاش برای کسب محبوبیت از طریق دلسوزی دیگران برای وی کشته شد. وی از یکی از کارکنانش خواست تا با مشت به صورت وی ضربه بزند و سپس خود با چاقو به پای خود ضرباتی وارد ساخت. ضربه به یک سرخرگ در پایش برخورد کرد و او بر اثر خون‌ریزی شدید، پیش از اینکه که کمکی برسد درگذشت.

## قرن بیست‌ویکم

### دهه ۲۰۰۰
۲۰۰۵: لی سئونگ سئوپ جوان ۲۸ ساله کره‌ای بعد از ۵۰ ساعت بازی رایانه‌ای مداوم (استارکرفت)، به خاطر اعتیاد به بازی‌های رایانه‌ای، بر اثر خستگی از حال رفت و درگذشت.
- ۲۰۰۷: جنیفر استرنج، زن ۲۸ ساله اهل ساکرامنتو هنگام رقابت در یک مسابقه رادیویی برای بردن یک کنسول بازی وی، که در آن شرکت‌کنندگان باید مقادیر زیادی آب بدون دستشویی رفتن می‌نوشیدند، بر اثر مسمومیت آب درگذشت.[۵۲][۵۳]

### دهه ۲۰۱۰
- ۲۰۱۰: جنی میشل، آرایش‌گر ۱۹ ساله انگلیسی، در انفجار خودرو اش کشته شد. گازهای آتش‌زا به دلیل ترکیب برخی مواد شیمیایی با آب اکسیژنه نشت‌کرده از یک بطری بی‌رنگ‌کننده مو در اتومبیلش متصاعد شده بودند و با روشن کردن سیگار توسط او در خودرو ٬آتش گرفتند.[۵۴]
- ۲۰۱۱: شیلا دیکوستر ۶۲ ساله، ساکن تولیدو، اوهایو بعد از سقوط با سر در سطل آشغال در خانه‌اش، بر اثر خفگی درگذشت.[۵۵][۵۶]
- ۲۰۱۲: اروکو اونجو، تاجر چندهمسر نیجریه‌ای، بعد از مجبور شدن توسط ۵ نفر از ۶ همسرش برای آمیزش جنسی با او درگذشت. اونجو وقتی با جوان‌ترین همسرش مشغول آمیزش جنسی بود توسط ۵ همسر دیگرش که به همسر ششم حسادت می‌کردند دیده شد. آن‌ها با تهدید اونجو با چماق و چاقو او را مجبور کردند تا با آن‌ها نیز آمیزش جنسی داشته باشد. او پشت‌سرهم با ۴ نفر از آن‌ها آمیزش را انجام داد، اما قبل از شروع آمیزش با نفر آخر از نفس کشیدن بازماند.[۵۷]

### فهرست‌ها
- فهرست مخترعانی که با اختراع خود کشته شدند
- فهرست واپسین گفته‌ها